# 4058 Cecilgreen
4058 Cecilgreen (1986 JV) là một tiểu hành tinh vành đai chính được phát hiện ngày 4 tháng 5 năm 1986 bởi Bowell, E. ở Flagstaff.